# Ponte Nova de Portimão
A Ponte Nova de Portimão, igualmente conhecida como Ponte Nova do Arade, é uma infra-estrutura que transporta a Estrada Nacional 125 sobre o Rio Arade, nas imediações da cidade de Portimão, na região do Algarve, em Portugal.

## Descrição
Esta estrutura consiste numa ponte de tirantes, possuindo um tabuleiro de betão armado pré-esforçado com duas longarinas de 1.6 m de altura, e um vão principal com cerca de 256 m. Os dois caixões estão ligados de forma transversal por carlingas espaçadas em 4 m, o que corresponde a metade do afastamento entre tirantes, ao nível do tabuleiro. Este é totalmente suspenso, não contando com quaisquer estruturas de apoio nas torres.
O tabuleiro foi montado recorrendo a avanços sucessivos, tendo sido aplicadas várias barras provisórias de pré-esforço exterior, no sentido de eliminar as tracções do tabuleiro, durante as diversas fases de construção. Este processo é considerado de grande importância durante a instalação de pontes atirantadas com um tabuleiro esbelto em betão. Nestas situações, os pesos situados na extremidade da consola, que correspondem à betonagem ou elevação de uma aduela e do equipamento de construção, são responsáveis pela produção de momentos flectores elevados no tabuleiro, o que, devido à falta de compressão formada pelos tirantes, fazem com que seja regularmente necessário o uso de pré-esforço exterior provisório.

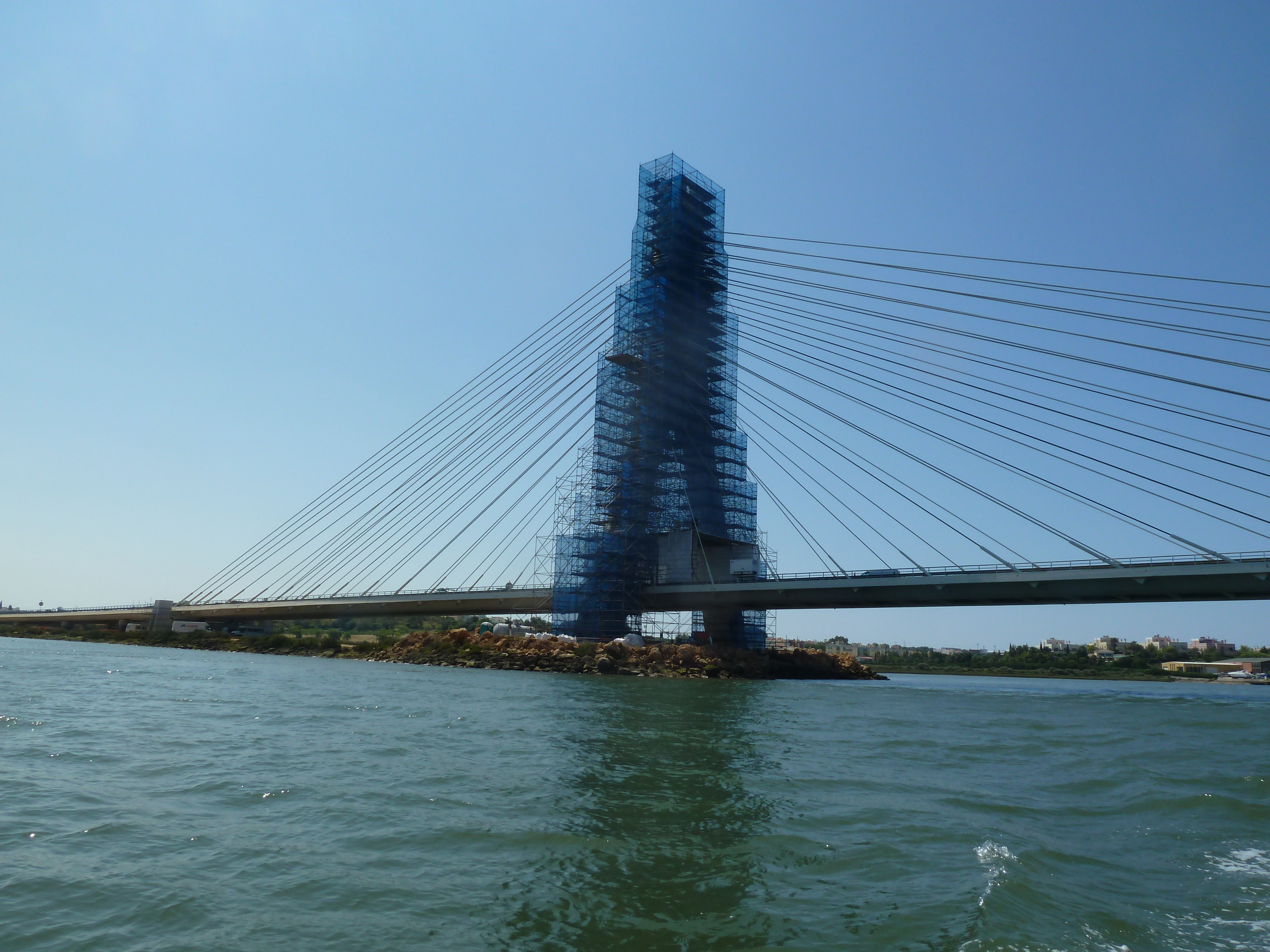
Obras de restauro de uma das torres em 2016, sendo visível a estrutura de andaimes e o túnel falso para proteger a circulação automóvel.

## História
Em meados da década de 1980, a ponte antiga de Portimão, já centenária, já não tinha condições para escoar o fortíssimo tráfego que por ela passava, levando a grandes filas de trânsito, que segundo o deputado Cristóvão Guerreiro Norte, do Partido Social Democrata, por vezes atingiam «uma extensão de 5 a 6 Km, mormente no verão, altura em que o tráfego da estrada nacional nº 125 atinge o seu expoente máximo». Esta situação gerava fortes entraves ao desenvolvimento de Portimão, que então era a segunda cidade mais importante no Algarve. De forma a resolver o problema, o governo iniciou o planeamento de uma variante à Estrada Nacional 125 na área de Portimão, com cerca de 11 Km, que ligaria a Mexilhoeira da Carregação, no concelho de Lagoa, à Penina, passando a Norte da cidade, e que iria desde logo incluir uma nova ponte sobre o rio Arade. Segundo o jornal Comércio de Portimão de 19 de Junho de 1986, o Governador Civil de Faro, Joaquim Manuel Cabrita Neto, tinha informado que o novo lanço iria começar a ser construído no ano seguinte, faltando apenas «definir qual o tipo de ponte a ser construída, decisão que depende da opção de tornar navegável ou não o rio Arade desde Portimão até Silves», e acrescentou que o «SecretárLo de Estado das Vias de Comunicação na recente visita ao Algarve, afirmou que esta obra tem um carácter de prioridade máxima».
A nova ponte foi concluída em 1991. Em 2007, a ponte antiga foi temporariamente encerrada para obras de manutenção, pelo que a Ponte Nova passou a ser o único acesso rodoviário entre os concelhos de Portimão e Lagoa. As novas pontes de Portimão e do Guadiana são um exemplo dos grandes investimentos em transportes que o governo realizou na região durante as últimas décadas do século XX, no sentido de promover o seu desenvolvimento.
Em 2008, a Ponte Nova de Portimão foi uma das retratadas na série de selos Pontes e Obras de Arte, lançada pela empresa Correios de Portugal.
Entre 2015 e 2017, a ponte foi alvo de vários obras de restauro, como parte de um programa de requalificação do lanço da Estrada Nacional 125 entre Lagoa e o nó de Alvor. A empresa Rotas do Algarve Litoral, que era concessionária daquele eixo viário, explicou que iriam ser feitos trabalhos de reabilitação do «betão dos pilares e do tabuleiro», nos «tirantes de suspensão da superstrutura», nos «aparelhos de apoio e de retenção anti-sísmica da superstrutura», no «tapete betuminoso no tabuleiro», no «sistema de proteção relativamente à ocorrência de descarga elétricas atmosféricas (vulgo pára-raios)», no «sistema de iluminação de aviso à navegação aérea» e na «sinalização vertical e horizontal». Antes de começar as obras, foi necessária a instalação de vários andaimes em redor dos pilares-torre da ponte, formando estruturas semelhantes a túneis falsos, que também iriam servir para proteger os veículos automóveis. Esta operação levou a diversos cortes na circulação, principalmente durante a montagem e desmontagem dos andaimes, tendo o trânsito sido desviado para a ponte antiga, ou para a Via do Infante.

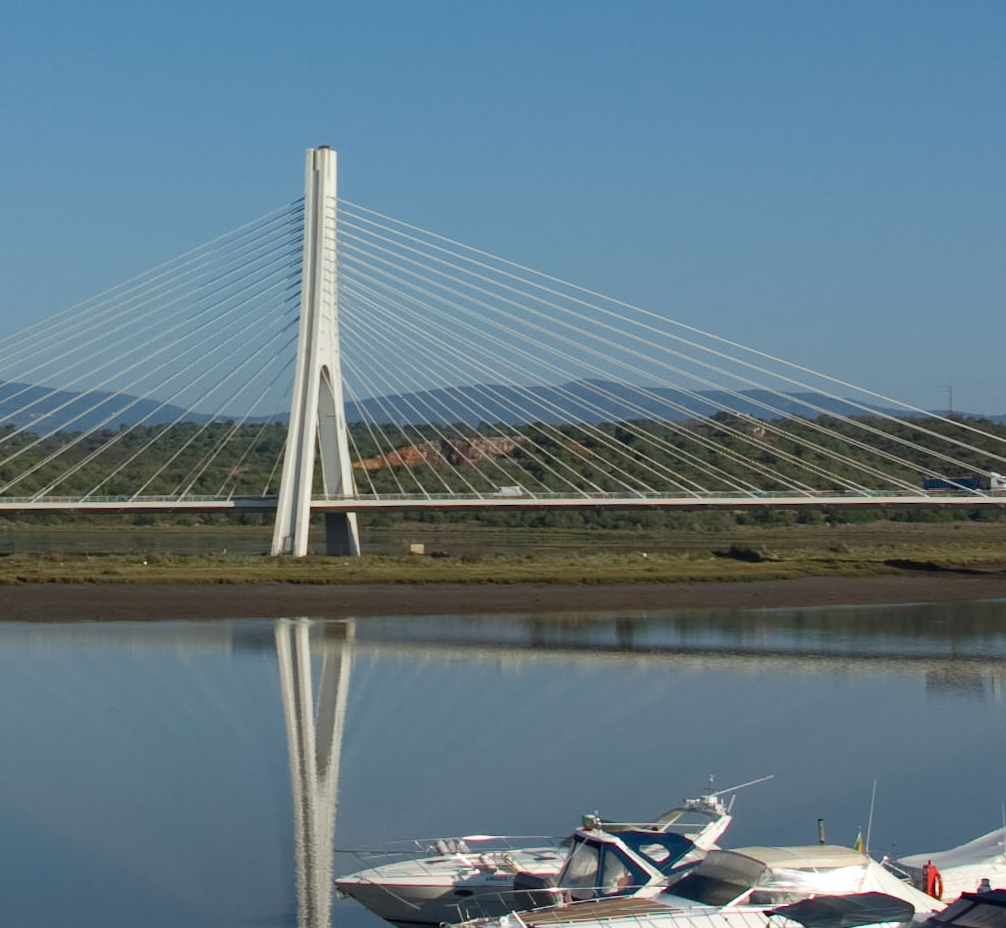
Pormenor do tabuleiro e de uma das torres, em 2008.